# Juwanna Mann
Juwanna Mann è una commedia romantica e sportiva del 2002, diretta da Jesse Vaughan.

## Trama
Jamal Jeffries è un giocatore di pallacanestro della UBA che a causa del suo comportamento indisciplinato non è visto di buon occhio dagli altri giocatori e dai suoi stessi compagni di squadra, la Charlotte Beat. Dopo un'altra delle sue scorrettezze viene espulso dalla squadra, e come segno di protesta, si spoglia in mezzo al campo, davanti a tutti. Sia a causa del carattere di Jamal che dei suoi comportamenti è praticamente impossibile al suo agente, Lorne Daniels, trovargli una nuova squadra.
La vita di Jamal inizia ad andare completamente in discesa: la sua fidanzata Tina lo lascia, perde il suo denaro ed è malvisto da tutti. Va a vivere quindi con sua zia Ruby, l'unica che aveva ancora un po' di rispetto e considerazione per lui. Jamal escogita allora un abile stratagemma: si sarebbe travestito da donna e avrebbe giocato nella WUBA, nella squadra Charlotte Banshees. Seppur contrari e a malincuore, la zia ed il suo agente lo aiuteranno a mettere in atto il suo folle progetto, creandogli una nuova identità, quella di Juwanna Mann.
Seppur con alcuni inconvenienti, riacquista rapidamente popolarità ed impara il gioco di squadra. Oltre a ciò si innamora di Michelle Langford, che gioca con lui, ma non può dichiararsi apertamente perché lei crede che lui sia una donna, e quindi lo considera solo come un'amica. Inoltre, è fidanzata con un rapper, Romeo, che poi la tradirà. Juwanna, che cerca di diventare sempre più amica di Michelle, trova però un ostacolo in un amico di Romeo, Puff Smokey Smoke, che si innamora di Jamal/Juwanna e le fa continue avances.
Dopo un po' di tempo, Jamal viene riammesso nella lega maschile, ma la partita che dovrà giocare si svolgerà proprio in contemporanea con quella della sua attuale squadra femminile. Data l'importanza di quella partita per le Charlotte Banshees, fa la scelta giusta, decidendo infatti di giocare con loro. Jamal/Juwanna segna alla fine della partita un punto fondamentale, e per farlo spacca persino il canestro con la palla, ma nell'eccitazione perde la sua parrucca. Viene perciò smascherato di fronte a tutti, ed immediatamente licenziato dalla squadra.
Qualche giorno dopo, le Charlotte Banshees devono giocare la partita finale, quella più importante, e Jamal si presenta nel loro spogliatoio per chiedere loro scusa per tutte le bugie che ha loro raccontato, spiegando quanto la sua esperienza nel loro team abbia cambiato la sua visione del basket e della vita in generale. Fra tutte le sue ex-compagne, inizialmente furiose, Michelle è la più arrabbiata: grazie alle sue parole e ai suoi incoraggiamenti, la squadra riuscirà a vincere la partita decisiva e Michelle cambierà idea su Jamal.
Quando la commissione della UBA discute con Jamal riguardo allo "scandalo Juwanna", lui esprime le sue buone intenzioni e grazie sia alla testimonianza del suo agente che al supporto delle sue ex-compagne, Jamal potrà ritornare a giocare nella UBA, con la sua vecchia squadra. Inoltre, Michelle dà lui sia un anello da campionato, sia un bacio, dimostrando finalmente ciò che prova per lui. Jamal, grazie alla sua esperienza, diventa sia un migliore giocatore che una migliore persona, ma trova anche l'amore della sua vita.

## Accoglienza
Con un budget di 15,600,000 dollari ed un ricavo al box office di 13,802,599 dollari, il film ha avuto un discreto successo, ma in totale c'è stata una perdita.
Rotten Tomatoes dà come punteggio soltanto il 10%, approvando da un lato l'idea originale, ma criticando dall'altro i dialoghi e i comportamenti dei personaggi, considerandoli estremamente banali.

## Distribuzione
Il film è uscito nei cinema americani il 18 giugno 2002 ed il 29 novembre dello stesso anno in quelli italiani.

## Home video
Il film è stato portato su DVD il 19 novembre 2002 negli USA, mentre in Italia è uscito nel luglio 2005, senza particolari restrizioni cinematografiche o censure.